# Jean Bourgain
Jean Bourgain (Oostende, Belgium, 1954. február 28. – Bonheiden, 2018. december 22.) belga matematikus, aki 1994-ben elnyerte a Fields-érmet.

## Életrajz
A Brüsszeli Szabadegyetemen szerezte meg a PhD fokozatát 1979-ben. Témavezetője Freddy Delbaen volt. Ezen az egyetemen lett professzor 1981–1985 között. Belgiumtól kapott kitüntetéseket a kutatásaiért. 1983-ban elnyerte a Salem-díjat. 1985-ben elnyerte a legmagasabb belga tudományos kitüntetést, a Damry-Deleeuw-Bourlart-díjat. Belgium elhagyása után amerikai egyetemeken (University of Illinois at Urbana-Champaign és az Institute for Advanced Study) lett professzor. 2012-ben Terence Taóval megosztva megkapta a Crafoord-díjat matematika kategóriában.

## Kutatásai
Kutatási területei analízis azonbelül harmonikus analízis, ergodelmélet, analitikus számelmélet, Banach-terek, kombinatorika és parciális differenciálegyenletek valamint geometria.